# Vilhelmine af Preussen (1751-1820)
 Ikke at forveksle med Wilhelmine af Preussen (1774-1837).
Friederike Sophie Wilhelmine af Preußen (7. august 1751 i Berlin – 9. juni 1820 i slottet Het Loo i Apeldoorn) var en preussisk prinsesse, som ved sit ægteskab blev arvestatholderinde af Holland.

## Levned
Wilhelmine var den eneste datter af prins August Wilhelm af Preussen (1722–1758) fra dennes ægteskab med Luise Amalie (1722–1780), datter af hertugen Ferdinand Albrecht af Braunschweig-Wolfenbüttel og således en søster kong Frederik Vilhelm 2. af Preussen
Wilhelmine giftede sig den 4. oktober 1767 i Berlin med prins Vilhelm 5. af Oranien, som var statholder i Holland (1748–1806). Ægteskabet blev indgået på foranledning af hendes onkel, Frederik den Store af Preussen, og blev forhandlet på plads af den preussiske gesandt i Holland Friedrich Wilhelm von Thulemeier. Wilhelmine var Frederik den Stores yndlingsniece og i mange år udvekslede hun breve med ham med politisk indhold. Med støtte i hans råd forsøgte hun at opnå politisk indflydelse i Holland.
Vilhelm 5. kom i 1780'erne i stigende grad i konflikt med den patriotiske bevægelse. Disse demokratiforkæmpere blev styrket efter den for Holland så katastrofale afslutning på den Fjerde britisk-hollandske krig (1780–1784) og Vilhelm blev afsat som generalkaptajn for provinsen Holland.
Wilhelmine begav sig i slutningen af juni 1787 på en provokerende rejse fra Nijmegen, hvor huset Oranje havde sæde, til Haag, hendes tidligere residens i Holland, for at samle tilhængere. I nærheden af Gouda blev vejen spærret for hende ved Goejanverwellesluis. Prinsessen blev efter en kort arrestation sendt tilbage efter at en officer, uden at tage hatten af, havde tilbudt hende øs og tobak. Wilhelmine henvendte sig til sin bror for at få oprejsning for denne fornærmelse og Frederik Vilhelm 2. brugte denne anledning til at sende et ultimatum til Holland. Da Holland vægrede sig ved at gå ind på ultimatummet blev der den 13. september 1787 afsendt en preussisk hær på 20.000 mand under Karl Wilhelm Ferdinand for at genindsætte huset Oranje som statholdere.
Wilhelmine udnævnte den dygtige Laurens Pieter van de Spiegel til rådspensionær og bestræbte sig fortsat på at øve politisk indflydelse, hvorfor man talte om "prinsessens parti". Statsholderparret blev i 1795 fordrevet af franskmændene og flygtede til England. Vilhelm 5. døde i eksil. Wilhelmine vendte i 1813 tilbage til Holland og var i 1815 vidne til at hendes søn blev konge af det forenede kongerige Nederlandene.

## Eksterne kilder
- Wikimedia Commons har flere filer relateret til Wilhelmine af Preußen (1751–1820)